# Tipula siskiyouensis
Tipula siskiyouensis är en tvåvingeart som beskrevs av Alexander 1949. Tipula siskiyouensis ingår i släktet Tipula och familjen storharkrankar. Inga underarter finns listade i Catalogue of Life.